# L'Amour, la Mort
L’Amour, la Mort (titre original : Lovedeath) est un recueil de nouvelles de l’auteur américain Dan Simmons paru en 1993.

## Liste des nouvelles
1. Le Lit de l’entropie à minuit ((en) Entropy’s Bed at Midnight, 1990)Prix Locus de la meilleure nouvelle longue 1991
2. Mourir à Bangkok ((en) Death in Bangkok, 1993)Prix Locus de la meilleure nouvelle longue 1994 et prix Bram Stoker de la meilleure nouvelle longue 1993
3. Coucher avec des femmes dentues ((en) Sleeping With Teeth Women, 1993)
4. Flash-back ((en) Flashback, 1993)
5. Le Grand Amant ((en) The Great Lover, 1993)

## Éditions
- Lovedeath, Warner Books, 9 novembre 1993, 310 p.  (ISBN 0-446-51756-9)
- L'Amour, la Mort, Albin Michel, 7 mars 1995, trad. Monique Lebailly, 396 p.  (ISBN 2-226-07718-9)
- L'Amour, la Mort, Le Livre de poche no 14168, 1er juin 1997, trad. Monique Lebailly, 413 p.  (ISBN 2-253-14168-2)
- L'Amour, la Mort, Pocket, coll. « Science-fiction » no 17706, 28 janvier 2021, trad. Monique Lebailly, 512 p.  (ISBN 978-2-266-29806-3)